# Parti de la coalition nationale
Pour les articles homonymes, voir Kok.
Le Parti de la coalition nationale (en finnois : Kansallinen Kokoomus, en suédois : Samlingspartiet, Kok) est un parti politique finlandais conservateur et libéral.
Idéologiquement, le Parti de la coalition nationale se positionne au centre droit sur l'échiquier politique,, et il a été décrit comme libéral,, conservateur et libéral-conservateur. Fondé en 1918, le Parti de la coalition nationale est l'un des trois grands partis qui ont dominé la politique nationale finlandaise pendant plusieurs décennies, avec le Parti social-démocrate et le Parti du centre. L'actuel président du parti est Petteri Orpo, élu le 11 juin 2016. Le parti dit fonder sa politique sur « la liberté, la responsabilité et la démocratie, l'égalité des chances, l'éducation, la solidarité, la tolérance et la bienveillance » et soutient le multiculturalisme et les droits LGBT. Ses positions géopolitiques sont pro-OTAN et pro-européennes, et il est membre du Parti populaire européen (PPE).
Le parti obtient environ 20 % des voix lors des élections législatives des années 1990 et 2000. Il remporte 44 des 200 sièges lors des élections législatives de 2011, devenant ainsi le plus grand parti du Parlement finlandais pour la première fois de son histoire. Au niveau municipal, il devient le parti le plus populaire en 2008. Lors des élections législatives de 2015, le KOK perd son statut de premier parti du pays en terminant deuxième en voix et troisième en sièges, mais rejoint à nouveau la coalition gouvernementale. À la suite des élections législatives de 2019, il est le troisième parti du Parlement finlandais et le deuxième parti d'opposition après avoir été exclu du gouvernement Rinne. Il revient à la tête du pays après sa victoire aux élections législatives de 2023 en formant un gouvernement de coalition avec notamment le Parti des Finlandais.

## Historique

### De la fondation du parti à la Guerre d'hiver
Le Parti de la coalition nationale est fondé le 9 décembre 1918 après la Guerre civile finlandaise par la majorité du Parti finlandais et la minorité du Parti jeune finnois, toutes deux soutenant le Prince Frédéric-Charles de Hesse comme roi de Finlande dans la nouvelle monarchie,. La veille, les républicains des deux partis avaient fondé le Parti progressiste national.
Le parti prône une monarchie constitutionnelle et, à défaut, des pouvoirs gouvernementaux forts dans un cadre républicain. D'autre part, leur objectif est de mettre en œuvre un certain nombre de réformes sociales et économiques, telles que l'enseignement obligatoire, les soins de santé universels et l'imposition progressive des revenus et des biens.
En 1918 déjà, un de ses membres, Lauri Ingman, est appelé à constituer un gouvernement minoritaire qui ne tient que 141 jours. Aux élections législatives de 1919, le KOK s'affirme comme un parti important sur l'échiquier politique en recueillant 15,7 % des voix et 28 députés sur 200 à la Diète nationale, ce qui le place en troisième position. Ses visées monarchistes échouent toutefois et la Finlande devient une république parlementaire, dans laquelle le KOK préconise de forts pouvoirs présidentiels,,.
En 1925, le mandat de neuf mois d'Antti Tulenheimo à la tête du gouvernement finlandais est le dernier avant longtemps, à l'exception de deux courtes périodes pendant la guerre.
À la fin des années 1920 et au début des années 1930, la menace posée par l'Union soviétique de Joseph Staline influence en effet la politique finlandaise,,. Les communistes, soutenus par les dirigeants soviétiques, accroissent leurs activités tandis que la position idéologique du Parti de la coalition nationale évolue vers un fort conservatisme,,. La nouvelle idéologie est mal accueillie, notamment par la jeunesse, plutôt attirée par les mouvements irrédentistes et fascistes, tels que la Société académique de Carélie ou le Mouvement patriotique,,.
En 1931, Pehr Evind Svinhufvud devient le premier président finlandais issu du KOK. Lors des élections législatives de 1933, le KOK forme une coalition électorale avec le Mouvement patriotique, fondé par d'anciens partisans du mouvement nationaliste radical Lapua, et ce même si Svinhufvud a joué un rôle clé pour vaincre la rébellion de Mäntsälä menée par ce mouvement l'année précédente,,. Les élections se soldent par une défaite majeure puisque le KOK perd 24 de ses 42 sièges au Parlement,,. En 1934, sous la direction d'un nouveau président, Juho Kusti Paasikivi, le parti rompt ses liens avec le Mouvement patriotique, mais il reste néanmoins exclu du gouvernement finlandais jusqu'au déclenchement de la Guerre d'hiver en 1939 et ne regagne son soutien populaire que lentement,,.

### Seconde Guerre mondiale et Guerre froide
Pendant la Guerre d'hiver et la Guerre de Continuation en 1939-1944, le parti prend part aux gouvernements d'unité nationale et bénéficie d'un fort soutien pour son action gouvernementale. Après la Seconde Guerre mondiale, le Parti de la coalition nationale cherche à se présenter comme un défenseur de la démocratie contre les communistes finlandais renaissants. Le président du parti Juho Kusti Paasikivi, qui a préconisé de faire plus de concessions à l'Union soviétique avant la guerre d'hiver et a adopté une ligne prudente concernant la coopération avec l'Allemagne avant la guerre de Continuation, devient d'abord Premier ministre de Finlande (1944-1946), puis Président (1946-1956). Paasikivi reste dans les mémoires comme celui qui a défini la politique étrangère finlandaise après la Seconde Guerre mondiale. Le conflit entre le KOK et la Ligue démocratique du peuple finlandais (SKDL, communiste) atteint son paroxysme lorsque le président Paasikivi renvoie le ministre communiste de l'intérieur Yrjö Leino, qui a notamment utilisé la police d'État pour espionner la section de la jeunesse du parti,,.
En 1951, le parti change son nom officiel, passant de l'original Kansallinen Kokoomuspuolue à l'actuel Kansallinen Kokoomus. Les années 1950 sont également marquées par des changements idéologiques, l'accent étant mis sur la liberté individuelle et le libéralisme économique au détriment du conservatisme social et du maintien d'un gouvernement fort. Une division mineure en 1958 conduit à la formation du parti des Chrétiens-démocrates. De 1966 à 1987, le parti est dans l'opposition. En critiquant les communistes et le président Urho Kekkonen du Parti du centre, le parti perd la confiance du président et les gouvernements formés par le Parti du centre et les partis de gauche se succèdent. Dans les années 1970, une partie des membres du KOK cherche à améliorer les relations avec le président Kekkonen. Leur action est partiellement couronnée de succès à la fin des années 1970[19]. Cependant, même si le KOK soutient Kekkonen pour la présidence en 1978 et devient le deuxième plus grand parti du pays lors des élections législatives de 1979, il ne parvient pas à entrer au gouvernement jusqu'à la fin du mandat de Kekkonen,,.
Pendant les longues années passées dans l'opposition, le soutien du parti ne cesse de croître et, en 1987, il obtient le meilleur résultat de son histoire aux élections législatives. Il remporte en effet 23,1 % des voix et 53 députés sur 200. Harri Holkeri devient le premier Premier ministre du parti depuis Paasikivi. Pendant le mandat de Holkeri, l'économie finlandaise subit un ralentissement, précipité par une multitude de facteurs, et les élections législatives de 1991 se soldent par une défaite. Le parti reste toutefois au gouvernement en tant que membre de la coalition gouvernementale jusqu'en 2003,.

### XXIesiècle
Après avoir perdu six sièges lors des élections législatives de 2003, le Parti de la coalition nationale passe la législature suivante dans l'opposition. Jyrki Katainen est élu président du parti en 2004. Sous sa direction (2004-2014), le KOK s'éloigne du conservatisme qui le caractérisait jusque là et devient plus libéral. Lors des élections législatives de 2007, le parti obtient 50 sièges, soit la plus forte progression de l'élection. Le KOK est alors le deuxième parti du pays, suivant de peu le Parti du centre et ses 51 sièges. Après les élections, le parti entre dans un gouvernement de coalition avec le Parti du centre, la Ligue verte et le Parti populaire suédois. Le KOK obtient d'importants portefeuilles ministériels, notamment dans les domaines des finances et des affaires étrangères. Lors des élections législatives de 2011, le parti devient le plus grand parti du pays pour la première fois de son histoire avec 44 sièges, et ce bien qu'il ait perdu six sièges. Le président du parti, Jyrki Katainen forme un gouvernement de coalition comprenant six partis de gauche et de droite après de longues négociations et devient Premier ministre,,.
Lors de l'élection présidentielle de 2006, le Parti de la coalition nationale présente l'ancien ministre des finances et ancien président du parti, Sauli Niinistö. Il se qualifie pour le second tour, mais est battu par la présidente sortante Tarja Halonen avec 51,8 % des voix contre 48,2 % pour lui. Le parti désigne à nouveau Sauli Niinistö pour l'élection présidentielle de 2012. Niinistö remporte l'élection, battant nettement son adversaire de la Ligue verte Pekka Haavisto au second tour avec 62,6% des voix, et devenant ainsi le troisième président élu du parti et le premier depuis 1956. La marge de victoire de Niinistö est la plus importante jamais obtenue lors d'une élection présidentielle au suffrage direct en Finlande. Il obtient la majorité dans 14 des 15 circonscriptions du pays,. Niinistö est décrit comme un conservateur fiscal pragmatique et un pro-européen, bien que favorable à une limitation des renflouements des pays membres de l'Union européen. Dès son entrée en fonction, Niinistö a l'intention de renforcer les relations avec les États-Unis et la Chine et de maintenir de bonnes relations avec la Russie, ainsi que de s'attaquer à la crise de la dette européenne. Niinistö est réélu en 2018 pour un second mandat de six ans, et ce dès le premier tour de scrutin. Il s'est présenté en tant qu'indépendant, mais a bénéficié du soutien du Parti de la coalition nationale.
En 2014, Katainen démissionne de la présidence du parti et du poste de Premier ministre pour un poste de vice-président de la Commission européenne. Katainen est remplacé par Alexander Stubb à la présidence du parti en juin et ce dernier devient ainsi Premier ministre le 23 juin 2014. Stubb dirige le parti lors des élections législatives de 2015, au cours desquelles le KOK recule, se classant deuxième en voix et troisième en sièges. Après les élections, le Parti de la coalition nationale rejoint une coalition majoritaire de droite composée des trois plus grands partis - le Parti du centre, les Vrais Finlandais et le Parti de la coalition nationale - dirigée par le centriste Juha Sipilä. Pendant son temps à la tête du parti, Stubb fait face à des critiques croissantes pour les mauvais résultats du PCN dans les sondages, le déclin de l'économie ainsi que les compromis dans le gouvernement tripartite. Après deux ans à la présidence du parti, Stubb est remplacé par Petteri Orpo par 441 voix contre 361 lors de l'élection à la direction de juin 2016. Le KOK remporte les élections législatives de 2023, fort de l'arrivée en tête du parti, Petteri Orpo forme un gouvernement de coalition avec le Parti des Finlandais (PS), le Parti populaire suédois de Finlande (SFP) et les Chrétiens-démocrates (KS). 
Le Parti de la coalition national a par ailleurs remporté toutes les élections européennes depuis celles de juin 1999.

## Positionnement politique
Selon son programme adopté en 2006, la politique du Parti de la coalition nationale est basée sur « la liberté, la responsabilité et la démocratie, l'égalité des chances, l'éducation, la solidarité, la tolérance et la bienveillance ». La littérature décrit le parti comme étant libéral et conservateur, ainsi que libéral-conservateur, de centre droit avec des caractéristiques de parti attrape-tout. La Société démocratique, une organisation à but non lucratif, l'a décrit comme « l'héritier de courants tant libéraux que conservateurs de la pensée de centre droit » qui devient de plus en plus libéral par rapport à sa position officielle conservatrice.
Plus précisément, il contient des éléments de libéralisme culturel et économique et de réformisme social. Par exemple, il soutient le multiculturalisme, l'immigration économique, les droits des homosexuels et le mariage homosexuel,,. Bien qu'il ait été considéré comme critique du modèle nordique de protection sociale et qu'il ait fait campagne pour des doctrines strictes de libéralisme économique, le parti a évolué dans les années 1970 vers un soutien à un libéralisme social, tel qu'une sécurité sociale accrue et un État-providence, justifié par une liberté individuelle accrue. Il est également pro-européen et soutient la poursuite de l'intégration européenne au sein de l'Union européenne (UE). De même, le parti défend publiquement l'adhésion de la Finlande à l'OTAN, qui a finalement lieu en avril 2023.

## Électorat
Le magazine Suomen Kuvalehti a créé un profil de l'électeur type du Parti de la coalition nationale à partir de plus de 18 000 interviews en 2011 : un avocat ou un consultant en gestion de 36 ans vivant avec une famille dans la région d'Helsinki, qui soutient le libéralisme économique et les valeurs conservatrices et qui aime le ski alpin et le golf. Contrairement à beaucoup d'autres partis conservateurs en Europe, les électeurs du parti sont principalement urbains, tandis que les régions rurales favorisent le Parti du centre. En 2005, le Kok avait la plus grande proportion de femmes parmi les principaux partis. Le nombre d'adhérents au parti a momentanément augmenté en 2008, mais a diminué de 41 000 à 34 000 en 2016. En 1971, le parti comptait 81 000 membres en 1970. Selon les données des sondages de 2008, le Parti de la coalition nationale est le parti le plus positivement perçu par les Finlandais et est le parti le plus soutenu par les jeunes générations dans les sondages de 2008 et 2014,.

## Organisation
Le Parti de la coalition nationale comprend des sections municipales et locales organisées en districts, ainsi que les sections de femmes, d'étudiants et de jeunes. La conférence du parti (en finnois : puoluekokous), le principal organe de décision qui se réunit tous les deux ans avec des représentants des sections, élit le président et trois vice-présidents ainsi que le conseil du parti (en finnois : puoluevaltuusto) qui compte 61 membres.
Le président du parti et les vice-présidents dirigent le conseil du parti (finnois : puoluehallitus), qui est chargé de la gestion quotidienne et est composé d'un représentant de chaque district et de chacune des sections de femmes, d'étudiants et de jeunes. Le conseil du parti élit également le secrétaire du parti qui dirige le bureau principal, situé à Helsinki, et coordonne les activités du Parti de la coalition nationale conformément aux décisions du conseil. En outre, le KOK dispose de groupes distincts pour la coordination des ministres, des membres du Parlement et des membres du Parlement européen.
Deux fondations, Kansallissäätiö et Porvarillisen Työn Arkiston Säätiö, aident le parti en tant que source de financement et en tant qu'archives, respectivement,. Le KOK possède deux sociétés, Kansalliskustannus Oy et Suomen Kansallismedia Oy, pour publier les journaux du parti, Nykypäivä et Verkkouutiset, ainsi que pour s'occuper de la communication avec les médias. En outre, certaines organisations se disent proches du parti, comme le groupe suédophone Borgerlig samling i Finland et le réseau LGBT Kansallinen sateenkaariryhmä - Kasary.

## Membres notables

### Présidents du Kok
| Portrait                                                               | Identité                             | Période           | Période | Durée  |
| Portrait                                                               | Identité                             | Début             | Fin     | Durée  |
| ---------------------------------------------------------------------- | ------------------------------------ | ----------------- | ------- | ------ |
| Eino Tikkanen                                                          | Eino Tikkanen (d) (1889 - 1953)      | 1918              | 1919    | 1 an   |
| Pas de portrait sous licence libre disponible pour U. T. Halminen.     | U. T. Halminen (d) (1888 - 1939)     | 1919              | 1922    | 3 ans  |
| Pas de portrait sous licence libre disponible pour J. V. Lehtonen.     | J. V. Lehtonen (d) (1883 - 1948)     | 1922              | 1924    | 2 ans  |
| Pas de portrait sous licence libre disponible pour Antti Arvi Niskala. | Antti Arvi Niskala (d) (1879 - 1941) | 1924              | 1926    | 2 ans  |
| Pas de portrait sous licence libre disponible pour U. V. Halminen.     | U. V. Halminen (d) (1886 - 1957)     | 1926              | 1940    | 14 ans |
| Pas de portrait sous licence libre disponible pour Yrjö Leiwo.         | Yrjö Leiwo (en) (1884 - 1964)        | 1940              | 1942    | 2 ans  |
| Aarne Honka                                                            | Aarne Honka (d) (1889 - 1975)        | 1942              | 1946    | 4 ans  |
| Pas de portrait sous licence libre disponible pour Niilo Honkala.      | Niilo Honkala (d) (1906 - 1994)      | 1946              | 1957    | 11 ans |
| Juha Rihtniemi                                                         | Juha Rihtniemi (en) (1927 - 1971)    | 1959              | 1960    | 1 an   |
| Pas de portrait sous licence libre disponible pour Rauno Koski.        | Rauno Koski (d) (1926 - 1994)        | 1960              | 1965    | 5 ans  |
| Harri Holkeri                                                          | Harri Holkeri (1937 - 2011)          | 1965              | 1971    | 6 ans  |
| Pas de portrait sous licence libre disponible pour Veikko Tavastila.   | Veikko Tavastila (d) (1922 - 1999)   | 1971              | 1979    | 8 ans  |
| Pas de portrait sous licence libre disponible pour Jussi Isotalo.      | Jussi Isotalo (d) (né en 1947)       | 1980              | 1987    | 7 ans  |
| Pas de portrait sous licence libre disponible pour Aarno Kaila.        | Aarno Kaila (d) (né en 1943)         | 1988              | 1989    | 1 an   |
| Pas de portrait sous licence libre disponible pour Pekka Kivelä.       | Pekka Kivelä (d) (né en 1946)        | 1989              | 1995    | 6 ans  |
| Maija Perho                                                            | Maija Perho (en) (née en 1948)       | 1995              | 1999    | 4 ans  |
| Heikki A. Ollila                                                       | Heikki A. Ollila (d) (né en 1950)    | 2002              | 2004    | 2 ans  |
| Harri Jaskari, 17 juillet 2013.                                        | Harri Jaskari (en) (né en 1964)      | 2004              | 2006    | 2 ans  |
| Pas de portrait sous licence libre disponible pour Taru Tujunen.       | Taru Tujunen (d) (née en 1970)       | 2006              | 2014    | 8 ans  |
| Minna Arve, 8 avril 2015.                                              | Minna Arve (en) (née en 1974)        | 2014              | 2016    | 2 ans  |
| Pas de portrait sous licence libre disponible pour Janne Pesonen.      | Janne Pesonen (d) (né en 1978)       | 2016              | 2019    | 3 ans  |
| Kristiina Kokko                                                        | Kristiina Kokko (d) (née en 1978)    | 2019              | 2024    | 5 ans  |
| Pas de portrait sous licence libre disponible pour Timo Elo.           | Timo Elo (d) (né en 1962)            | 28 septembre 2024 |         |        |

| Portrait                                                           | Identité                           | Période      | Période         | Durée                     |
| Portrait                                                           | Identité                           | Début        | Fin             | Durée                     |
| ------------------------------------------------------------------ | ---------------------------------- | ------------ | --------------- | ------------------------- |
| Hugo Suolahti                                                      | Hugo Suolahti (en) (1874 - 1944)   | 1918         | 1920            | 2 ans                     |
| Emil Nestor Setälä                                                 | Emil Nestor Setälä (1864 - 1935)   | 1920         | 1921            | 1 an                      |
| Antti Tulenheimo                                                   | Antti Tulenheimo (1879 - 1952)     | 1921         | 1925            | 4 ans                     |
| Hugo Suolahti                                                      | Hugo Suolahti (en) (1874 - 1944)   | 1925         | 1926            | 1 an                      |
| Kyösti Haataja, 1917.                                              | Kyösti Haataja (en) (1881 - 1956)  | 1926         | 1932            | 6 ans                     |
| Paavo Virkkunen                                                    | Paavo Virkkunen (1874 - 1959)      | 1932         | 1934            | 2 ans                     |
| Juho Kusti Paasikivi                                               | Juho Kusti Paasikivi (1870 - 1956) | 1934         | 1936            | 2 ans                     |
| Pas de portrait sous licence libre disponible pour Pekka Pennanen. | Pekka Pennanen (en) (1872 - 1960)  | 1936         | 1943            | 7 ans                     |
| Edwin Linkomies                                                    | Edwin Linkomies (1894 - 1963)      | 1943         | 1945            | 2 ans                     |
| Pas de portrait sous licence libre disponible pour K. F. Lehtonen. | K. F. Lehtonen (d) (1883 - 1962)   | 1945         | 1946            | 1 an                      |
| Arvo Salminen                                                      | Arvo Salminen (en) (1896 - 1967)   | 1946         | 1955            | 9 ans                     |
| Jussi Saukkonen, 1951.                                             | Jussi Saukkonen (en) (1905 - 1986) | 1955         | 1965            | 10 ans                    |
| Juha Rihtniemi                                                     | Juha Rihtniemi (en) (1927 - 1971)  | 1965         | 12 janvier 1971 | 6 ans                     |
| Harri Holkeri                                                      | Harri Holkeri (1937 - 2011)        | 1971         | 1979            | 8 ans                     |
| Ilkka Suominen, 9 mai 2009.                                        | Ilkka Suominen (1939 - 2022)       | 1979         | 1991            | 12 ans                    |
| Pertti Salolainen, 17 mars 2009.                                   | Pertti Salolainen (né en 1940)     | 1991         | 1994            | 3 ans                     |
| Sauli Niinistö, 9 mars 2023.                                       | Sauli Niinistö (né en 1948)        | 1994         | 2001            | 7 ans                     |
| Ville Itälä, 26 juillet 2018.                                      | Ville Itälä (né en 1959)           | 2001         | 2004            | 3 ans                     |
| Jyrki Katainen, 9 mars 2023.                                       | Jyrki Katainen (né en 1971)        | 2004         | 14 juin 2014    | 10 ans                    |
| Alexander Stubb, 27 mai 2024.                                      | Alexander Stubb (né en 1968)       | 14 juin 2014 | 11 juin 2016    | 1 an, 11 mois et 28 jours |
| Petteri Orpo, 20 juin 2023.                                        | Petteri Orpo (né en 1969)          | 11 juin 2016 | En cours        | 9 ans                     |

### Présidents de la République
- Pehr Evind Svinhufvud (1931-1937)
- Juho Kusti Paasikivi (1946-1956)
- Sauli Niinistö (2012-2024)
- Alexander Stubb (2024-)

### Commissaires européens
- Jyrki Katainen : Affaires économiques et monétaires (2014), Emplois, Croissance, Investissements et Compétitivité (2014-2019)

## Résultats électoraux

### Élections législatives
| Année | Députés  | %     | Rang | Gouvernement                                                                |
| ----- | -------- | ----- | ---- | --------------------------------------------------------------------------- |
| 1919  | 28 / 200 | 15,7  | 3e   | Opposition                                                                  |
| 1922  | 35 / 200 | 18,1  | 3e   | Opposition                                                                  |
| 1924  | 38 / 200 | 19,0  | 3e   | Ingman II, Antti Tulenheimo, Kallio, Opposition                             |
| 1927  | 34 / 200 | 17,7  | 3e   | Opposition                                                                  |
| 1929  | 28 / 200 | 14,5  | 3e   | Opposition                                                                  |
| 1930  | 42 / 200 | 18,1  | 3e   | Svinhufvud II, Sunila II et Opposition                                      |
| 1933  | 32 / 200 | 16,9  | 3e   | Opposition                                                                  |
| 1936  | 20 / 200 | 10,4  | 4e   | Opposition                                                                  |
| 1939  | 25 / 200 | 13,6  | 3e   | Opposition, Ryti II, Rangell, Linkomies, Hackzell, Urho Castrén, Opposition |
| 1945  | 28 / 200 | 15,0  | 4e   | Opposition                                                                  |
| 1948  | 33 / 200 | 17,0  | 4e   | Opposition                                                                  |
| 1951  | 28 / 200 | 14,6  | 4e   | Opposition                                                                  |
| 1954  | 24 / 200 | 12,8  | 4e   | Opposition                                                                  |
| 1958  | 29 / 200 | 15,3  | 4e   | Fagerholm III, Opposition                                                   |
| 1962  | 32 / 200 | 15,1  | 4e   | Karjalainen I, Virolainen                                                   |
| 1966  | 26 / 200 | 13,8  | 4e   | Opposition                                                                  |
| 1970  | 37 / 200 | 18,1  | 2e   | Opposition                                                                  |
| 1972  | 34 / 200 | 17,6  | 3e   | Opposition                                                                  |
| 1975  | 35 / 200 | 18,4  | 3e   | Opposition                                                                  |
| 1979  | 47 / 200 | 21,7  | 2e   | Opposition                                                                  |
| 1983  | 44 / 200 | 22,2  | 2e   | Opposition                                                                  |
| 1987  | 53 / 200 | 23,1  | 2e   | Holkeri                                                                     |
| 1991  | 40 / 200 | 19,3  | 3e   | Aho                                                                         |
| 1995  | 39 / 200 | 17,9  | 3e   | Lipponen I                                                                  |
| 1999  | 46 / 200 | 21,0  | 3e   | Lipponen II                                                                 |
| 2003  | 40 / 200 | 18,6  | 3e   | Opposition                                                                  |
| 2007  | 50 / 200 | 22,3  | 2e   | Vanhanen II, Kiviniemi                                                      |
| 2011  | 44 / 200 | 20,4  | 1re  | Katainen, Stubb                                                             |
| 2015  | 37 / 200 | 18,2  | 2e   | Sipilä                                                                      |
| 2019  | 38 / 200 | 17,0  | 3e   | Opposition                                                                  |
| 2023  | 48 / 200 | 20,82 | 1er  | Orpo                                                                        |

### Élections européennes
| Année | Élus   | Voix    | %    | Rang | Groupe |
| ----- | ------ | ------- | ---- | ---- | ------ |
| 1996  | 4 / 16 | 453 729 | 20,2 | 3e   | PPE    |
| 1999  | 4 / 16 | 313 960 | 25,2 | 1er  | PPE    |
| 2004  | 4 / 14 | 393 084 | 23,7 | 1er  | PPE    |
| 2009  | 3 / 13 | 386 416 | 23,2 | 1er  | PPE    |
| 2014  | 3 / 13 | 390 376 | 22,6 | 1er  | PPE    |
| 2019  | 3 / 14 | 380 106 | 20,8 | 1er  | PPE    |

### Élections municipales
| Année | Conseillers  | Votes |
| ----- | ------------ | ----- |
| 1968  | 1388 / 11856 | 16,1  |
| 1972  | 1503 / 11191 | 18,1  |
| 1976  | 2047 / 12739 | 20,9  |
| 1980  | 2373 / 12777 | 22,9  |
| 1984  | 2423 / 12881 | 23,0  |
| 1988  | 2392 / 12842 | 22,9  |
| 1992  | 2009 / 12571 | 19,0  |
| 1996  | 2167 / 12482 | 21,6  |
| 2000  | 2028 / 12278 | 20,8  |
| 2004  | 2078 / 11966 | 21,8  |
| 2008  | 2020 / 10412 | 23,4  |
| 2012  | 1735 / 9674  | 21,9  |
| 2017  | 1490 / 8999  | 20,7  |
| 2021  | 1554 / 8999  | 21,4  |

### Élections présidentielles
| Année | Candidat          | 1er tour  | 1er tour | 1er tour | 2d tour   | 2d tour | 2d tour |
| Année | Candidat          | Voix      | %        | Rang     | Voix      | %       | Rang    |
| ----- | ----------------- | --------- | -------- | -------- | --------- | ------- | ------- |
| 1988  | Harri Holkeri     | 570 340   | 18,4     | 3e       | -         | -       | -       |
| 1994  | Raimo Ilaskivi    | 485 035   | 15,2     | 4e       | -         | -       | -       |
| 2000  | Riitta Uosukainen | 392 305   | 12,9     | 3e       | -         | -       | -       |
| 2006  | Sauli Niinistö    | 725 866   | 24,1     | 2e       | 1 518 333 | 48,2    | 2e      |
| 2012  | Sauli Niinistö    | 1 131 254 | 37,0     | 1er      | 1 802 328 | 62,6    | 1er     |
| 2018  | Sauli Niinistö    | 1 874 331 | 62,65    | 1er      | -         | -       | -       |
| 2024  | Alexander Stubb   | 882 113   | 27,31    | 1er      |           | 51,6    | 1er     |